# К'ярано
К'ярано (італ. Chiarano, вен. Chiaran) — муніципалітет в Італії, у регіоні Венето,  провінція Тревізо.
К'ярано розташовані на відстані близько 430 км на північ від Рима, 39 км на північний схід від Венеції, 27 км на схід від Тревізо.
Населення — 3687 осіб (2014).
Щорічний фестиваль відбувається 24 серпня. Покровитель — Bartolomeo.

## Демографія
Населення за роками:

Станом на 1 січня 2023 року в муніципалітеті офіційно проживало 485 іноземців з 34 країн, серед них 242 громадяни країн Євросоюзу та 7 громадян України.

## Сусідні муніципалітети
- Чессальто
- Горго-аль-Монтікано
- Мотта-ді-Лівенца
- Одерцо
- Понте-ді-П'яве
- Сальгареда